# جنگل‌های نمناک پتن–وراکروز
جنگل‌های نمناک پتن-وراکروز (به اسپانیایی: Bosques húmedos de Petén-Veracruz) یک منطقهٔ مسکونی و جنگل‌ در مکزیک است.